# Pergalumna hauseri
Pergalumna hauseri är en kvalsterart som beskrevs av Sandór Mahunka 1995. Pergalumna hauseri ingår i släktet Pergalumna och familjen Galumnidae. Inga underarter finns listade i Catalogue of Life.